# Karaulsko Polje
Karaulsko Polje je naseljeno mjesto u općini Kakanj, Federacija Bosne i Hercegovine, BiH.

## Stanovništvo

### 1991.
Nacionalni sastav stanovništva 1991. godine, bio je sljedeći:
ukupno: 292
- Muslimani - 179
- Srbi - 91
- Hrvati - 7
- Jugoslaveni - 9
- ostali, neopredijeljeni i nepoznato - 6

### 2013.
Nacionalni sastav stanovništva 2013. godine, bio je sljedeći:
ukupno: 404
- Bošnjaci - 397
- Srbi - 1
- ostali, neopredijeljeni i nepoznato - 6